# Добрость
Добрость — река в Белоруссии, протекает по территории Кричевского района Могилёвской области, правый приток реки Сож. Длина реки — 23 км, площадь водосборного бассейна — 87 км², средний наклон водной поверхности 1,3 ‰.
Река берёт начало у деревни Дарливое, течёт на юго-восток, в нижнем течении разворачивается на северо-восток. Протекает по Оршанско-Могилевской равнине, от истока до деревни Костюшковичи (8,8 км) и на 1,8 км перед устьем русло канализировано. Около села Калинино на реке плотина и запруда. Именованных притоков не имеет.
Добрость протекает сёла и деревни Дарливое, Костюшковичи, Хотиловичи, Свадковичи, Сокольничи.
Впадает в Сож у южных окраин города Кричев.